# Paul Kelly (criminal)
Paul Kelly (nacido Francesco Paolo Antonio Vaccarelli ; 23 de diciembre de 1876 - 3 de abril de 1936) fue un ex-boxeador y mafioso italoestadounidense, fundador de la pandilla de Five Points Gang en Nueva York. Había montado algunos burdeles con el dinero de los premios ganados en el boxeo. La Five Points Gang fue una de las primeras pandillas dominantes en la historia de Nueva York. Kelly reclutaba a hombres jóvenes y pobres de los barrios de inmigrantes étnicamente diversos del Bajo Manhattan. La banda incluía a algunos miembros que más tarde se convertirían en criminales prominentes por derecho propio, como Johnny Torrio, Al Capone, Lucky Luciano, Meyer Lansky y Frankie Yale.
En el punto álgido de su carrera criminal, Kelly fue calificado por The New York Times en 1912 como "quizás el gánster con más éxito y más influyente de la historia de Nueva York". Se decía que Kelly apoyaba la elección de políticos demócratas del Tammany Hall con las actividades de su banda en las elecciones.
Tras una guerra callejera abierta con la Eastman Gang a principios del siglo XX, que también tenía vínculos con Tammany Hall, los políticos ordenaron a Kelly y Eastman que pusieran fin a su competición con un combate de boxeo, el cual terminó en empate. Los políticos del Tammany Hall retiraron finalmente la protección a Eastman, que fue condenado y encarcelado por cargos de hurto en 1904. Kelly perdió apoyo cuando los políticos quisieron limpiar el Bowery. Poco a poco se fue involucrando en estafas realizadas por el sindicato de estibadores.
Conocido por su alta cultura y sus modales amables, Kelly es considerado el primero en Estados Unidos en organizar el crimen según un modelo empresarial. Cultivó una imagen distinguida y sofisticada, en contraste con la actitud brutal de sus compañeros. Jay Robert Nash se refiere a él como "el verdadero padre del crimen organizado en América" y "el primer jefe del hampa moderno".